# 뉴질랜드큰짧은꼬리박쥐
뉴질랜드큰짧은꼬리박쥐(Mystacina robusta)는 짧은꼬리박쥐과에 속하는 박쥐이다. 뉴질랜드의 토착종으로 짧은꼬리박쥐속의 현존하는 2종 중 하나이다.

## 특징
중간 크기의 박쥐로 머리부터 몸까지 길이는 61~66mm, 전완장은 46.6~48.3mm, 꼬리 길이는 16.6~18.6mm이다. 귀 길이는 18.8~19.1mm이다. 뉴질랜드작은짧은꼬리박쥐보다 크고 좀더 튼튼하다. 털은 짧고 부드러우며 아주 무성하다. 보통 짙은 갈색을 띤다. 주둥이 짧고 뾰족하며 콧구멍이 관 형태를 띤다.